# Ohlávka

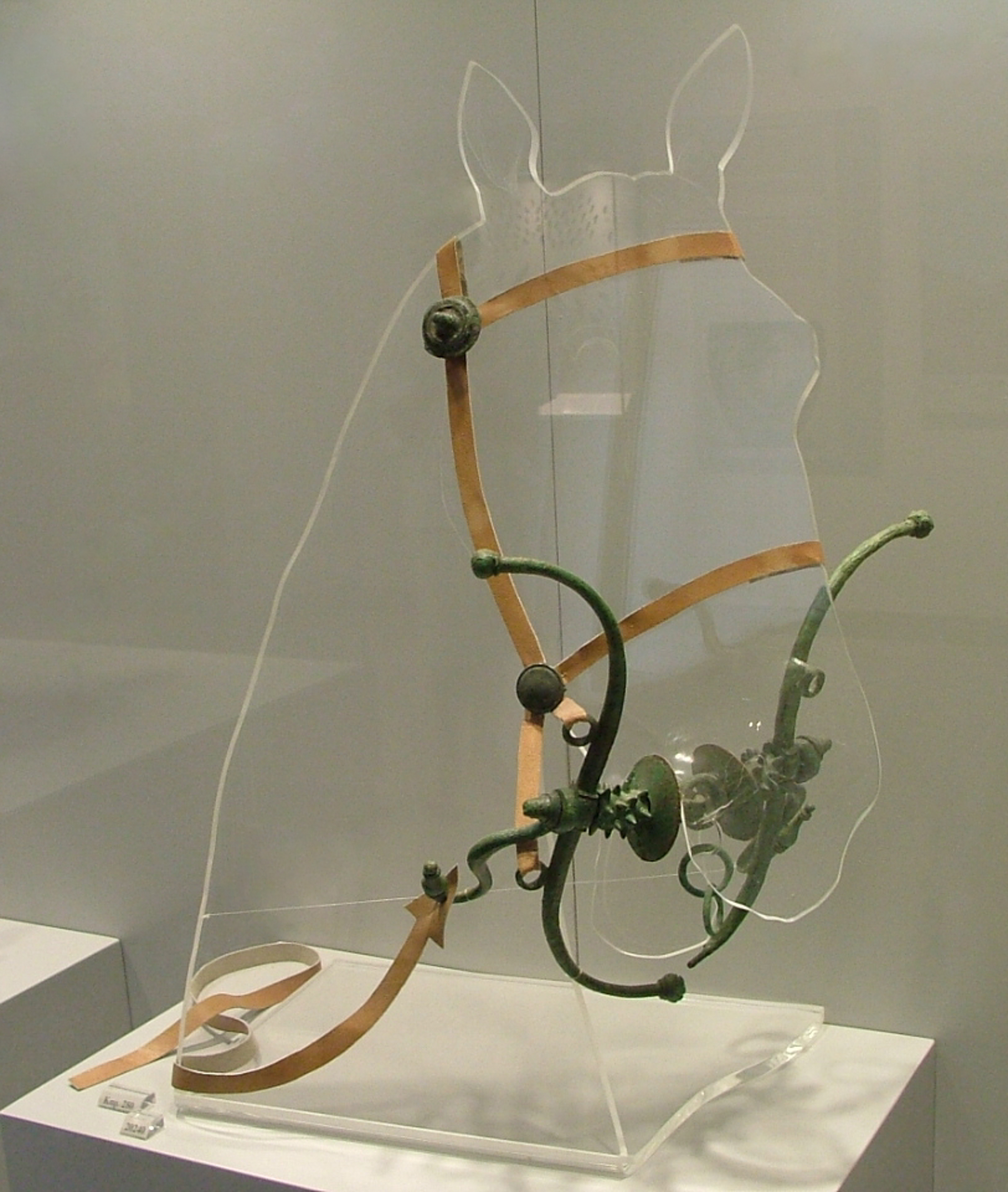
Starověké řecké ozdoby koňských ohlávek, Archeologické muzeum v Aténách

Ohlávka je součást postroje, která slouží k vedení a uvazování koní, případně i dobytka a jiných zvířat. Od uzdy se ohlávka liší hlavně v tom, že ji užívá k vedení nebo vázání zvířete člověk, jdoucí po zemi, kdežto uzdu užívá jezdec, který na zvířeti jede. 

## Popis
Ohlávka je lehká klecovitá konstrukce z kůže, kovu, provazů atd., k níž se připíná vodicí řemen nebo provaz. Ohlávky se liší hlavně podle toho, zda jsou zhotoveny z plochých řemenů (sešíváním) anebo z kroucených provazů (vázáním uzly). 
Ohlávka musí zvířeti dobře sedět za ušima a kolem košíku (náhubku). Odborníci disukutují o tom, zda má ohlávka vydržet, i když se zvíře splaší a zachytí o něco, takže si může ublížit, anebo zda má raději povolit i s rizikem, že zvíře uteče.

## Galerie

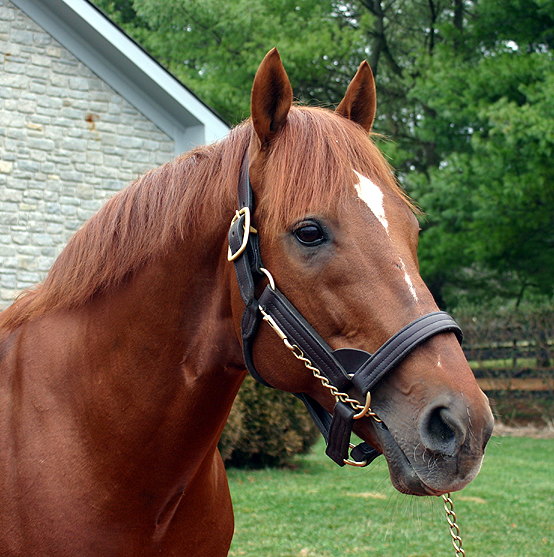
Kůň s ohlávkou i uzdou
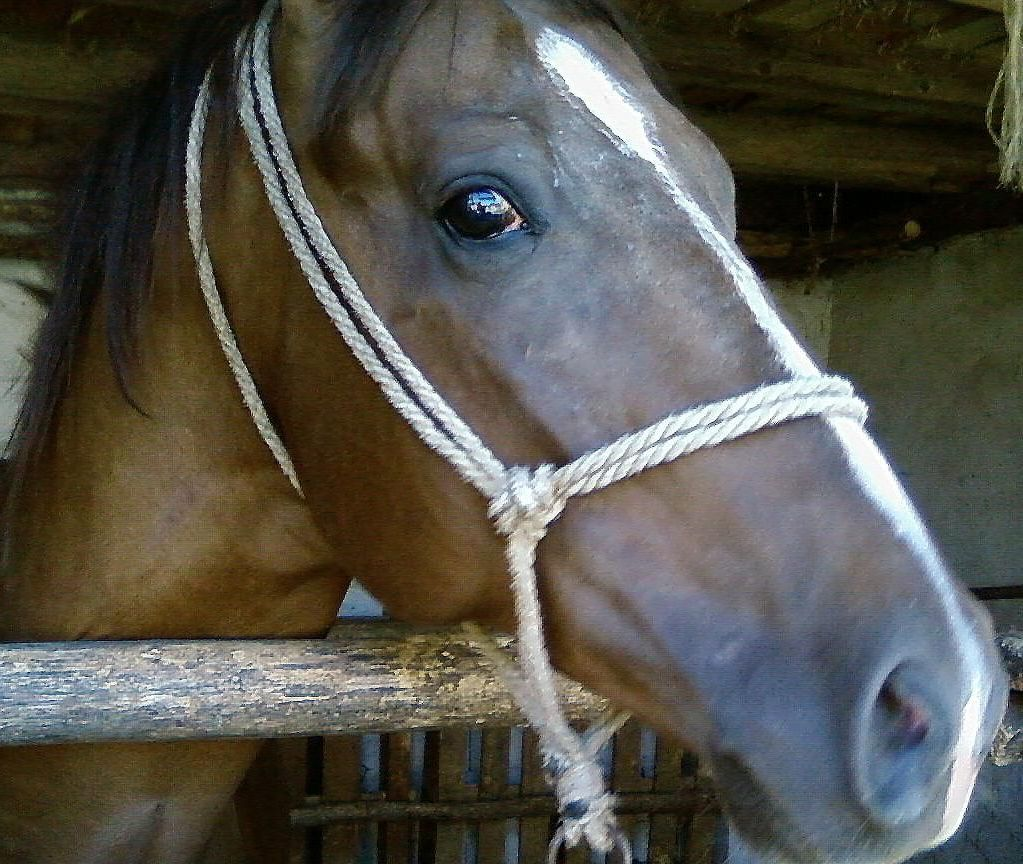
Ohlávka z provazu
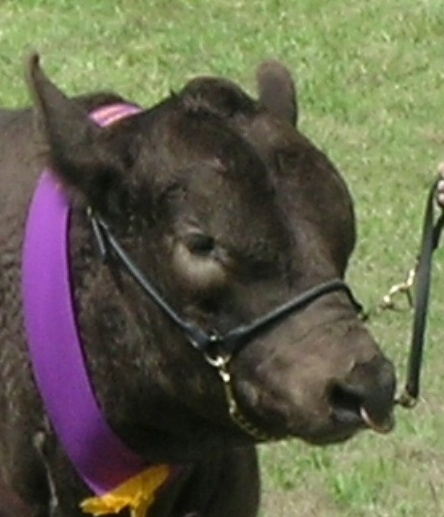
Mladý býk s ohlávkou na výstavě